# ايغناسيو كانوتو
ايغناسيو كانوتو (بالإسبانية: Ignacio Canuto)‏ (20 فبراير 1986 بسانتا في في الأرجنتين - ) هو لاعب كرة قدم أرجنتيني في مركز الدفاع. شارك مع منتخب الأرجنتين لكرة القدم. أما مع النوادي، فقد لعب مع أرجنتينوس جونيورز وتيغري وكلوب ليون ومكابي حيفا ونادي بين أور ونادي فيغورينسي ونادي ليبرتاد ويونيون دي سانتا في وليجا دي كويتو.

## روابط خارجية
- ايغناسيو كانوتو على موقع إي إس بي إن إف سي (الإنجليزية)
- ايغناسيو كانوتو على موقع قاعدة بيانات كرة القدم.إي يو (الإنجليزية)
- ايغناسيو كانوتو على موقع ناشيونال فوتبول تيمز (الإنجليزية)
- ايغناسيو كانوتو على موقع Soccerway.com (الإنجليزية)
- ايغناسيو كانوتو على موقع AS.com (الإسبانية)